# Shunsuke Tsutsumi
Shunsuke Tsutsumi (jap. 堤俊輔 Tsutsumi Shunsuke; urodzony 8 czerwca 1987) – piłkarz japoński grający w defensywie. Po transferze w 2012 roku z Urawa Red Diamonds gra dla Avispa Fukuoka.